# Wilson Sorio
Wilson Sorio (Guarujá, 12 febbraio 1939) è un ex calciatore brasiliano, di ruolo attaccante.

## Carriera
Giocò per due stagioni in Serie A nella SPAL.